# Hodscha-Abd-ad-Darun-Mausoleum
Das Hodscha-Abd-ad-Darun-Mausoleum (usbekisch Abdidarun majmuasi) ist ein Bauwerk in Samarkand.
Das elegante Ensemble ist ein Pilgerziel mit einem Minarett, Haus und Iwan (Übernachtungsplatz für Pilger). Es wurde am Grabe des Rechtsgelehrten (Hodscha) Abd ad-Darun, der mit Kalif Othman verwandt war, im 9. Jahrhundert erbaut. Der Komplex befindet sich im Gebiet des Friedhofs, im südöstlichen Teil Samarkands. Man behauptet, die Türen des Mausoleums wurden mit Tigerabbildungen gestaltet, und zwar noch früher als die Türen der Scher-Dor-Medresse.

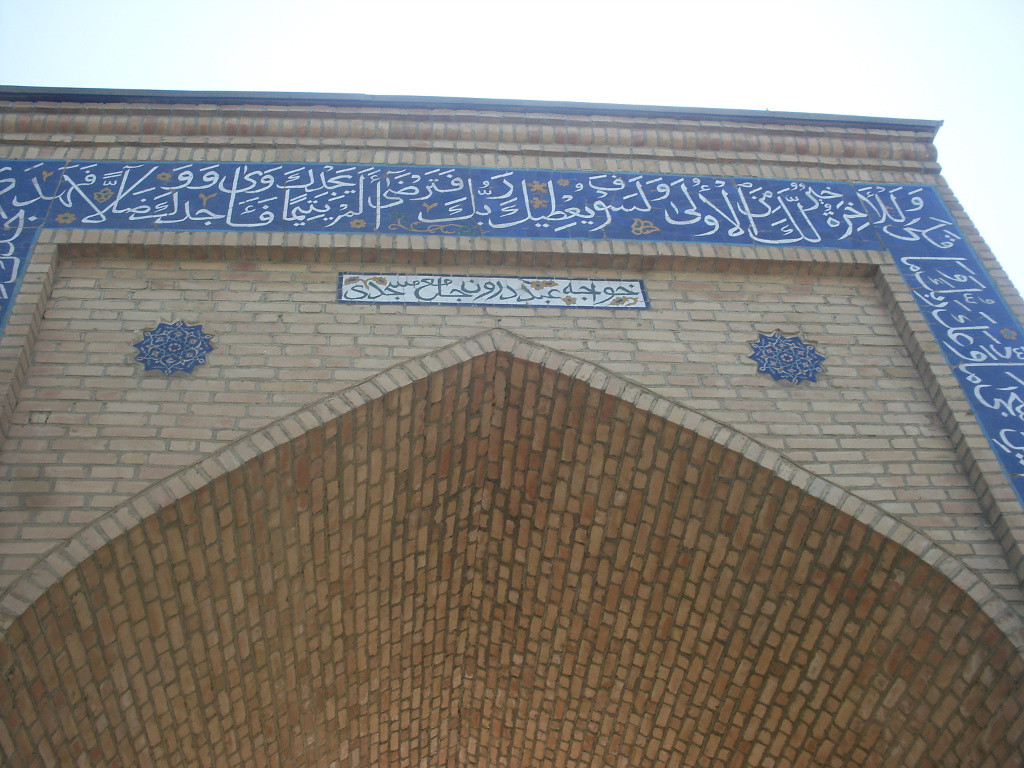
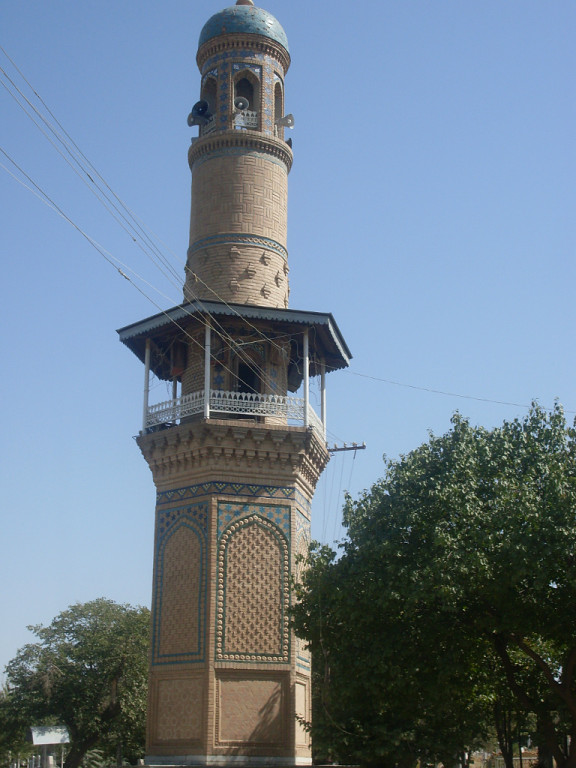
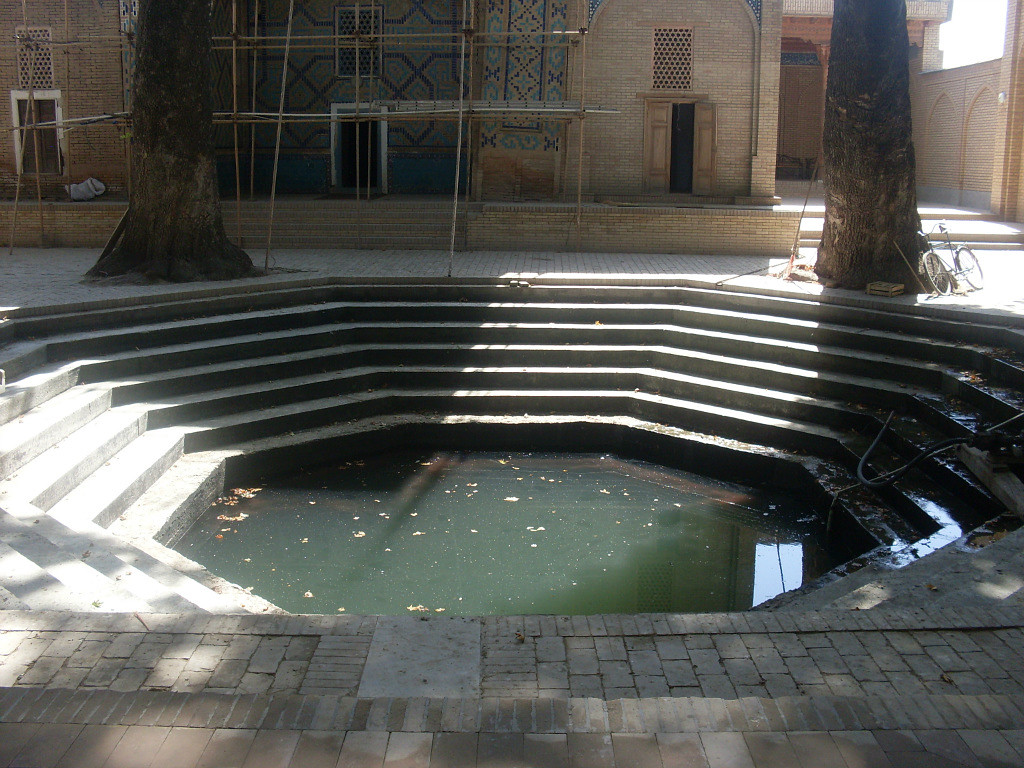
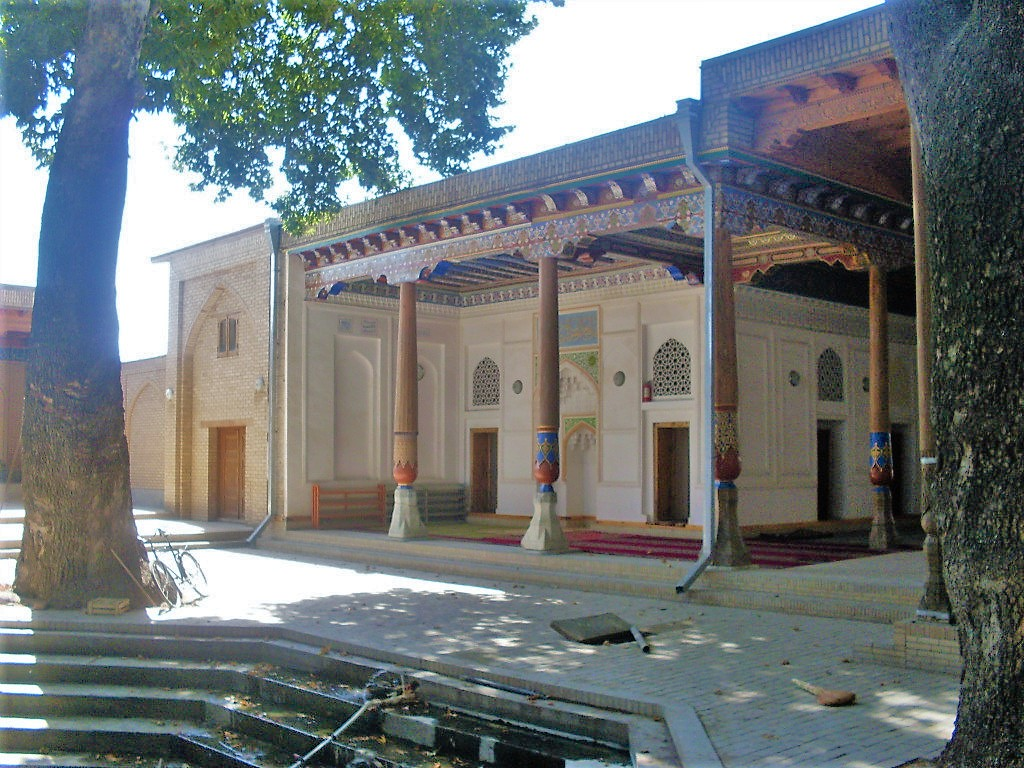